# منتخب كينيا تحت 20 سنة لكرة القدم
منتخب كينيا تحت 20 سنة لكرة القدم (بالإنجليزية: Kenya national under-20 football team)‏ هو ممثل كينيا الرسمي في المنافسات الدولية في كرة القدم في فئة كرة قدم تحت 20 سنة للرجال، يديريه اتحاد كينيا لكرة القدم.